# Xavier Arnau i Creus
Xavier Arnau i Creus   (Terrassa, 20 de març de 1973), conegut com a Xavi Arnau, és un jugador d'hoquei sobre herba, ja retirat, guanyador d'una medalla olímpica. És germà del també jugador d'hoquei sobre herba i medallista olímpic Jordi Arnau.
Amb 19 anys va participar en els Jocs Olímpics d'Estiu de 1992 celebrats a Barcelona (Catalunya), on va aconseguir guanyar un diploma olímpic en finalitzar cinquè en la competició masculina d'hoquei sobre herba. En els Jocs Olímpics d'Estiu de 1996 realitzats a la ciutat d'Atlanta (Estats Units) aconseguí guanyar la medalla de plata. Finalment participà en els Jocs Olímpics d'Estiu de 2000 realitzats a Sydney (Austràlia), on va finalitzar novè en la competició masculina. Amb la selecció espanyola també guanyà una medalla de plata al Campionat del Món d'hoquei sobre herba, alhora que marcà 127 gols en 206 partits.
Format a l'Atlètic Terrassa Hockey Club va guanyar cinc lligues (1990, 1991, 1994, 1995, 1997), sis Copes del Rei (1990, 1991, 1992, 1994, 1995, 1997), una Copa d’Europa (1998) i dues Recopes d’Europa (1994, 2000). L’any 2000 fou fitxat pel Reial Club de Polo de Barcelona, amb qui guanyà dues lligues (2002, 2003), una Copa del Rei (2003) i una Copa d’Europa (2004).
Una vegada retirat passà a exercir d'entrenador, entre d'altres de la selecció nacional japonesa femenina.